# Lev HaYir Tower
Lev HaYir Tower – wieżowiec położony w osiedlu Lew ha-Ir w mieście Tel Awiw, w Izraelu.

## Historia

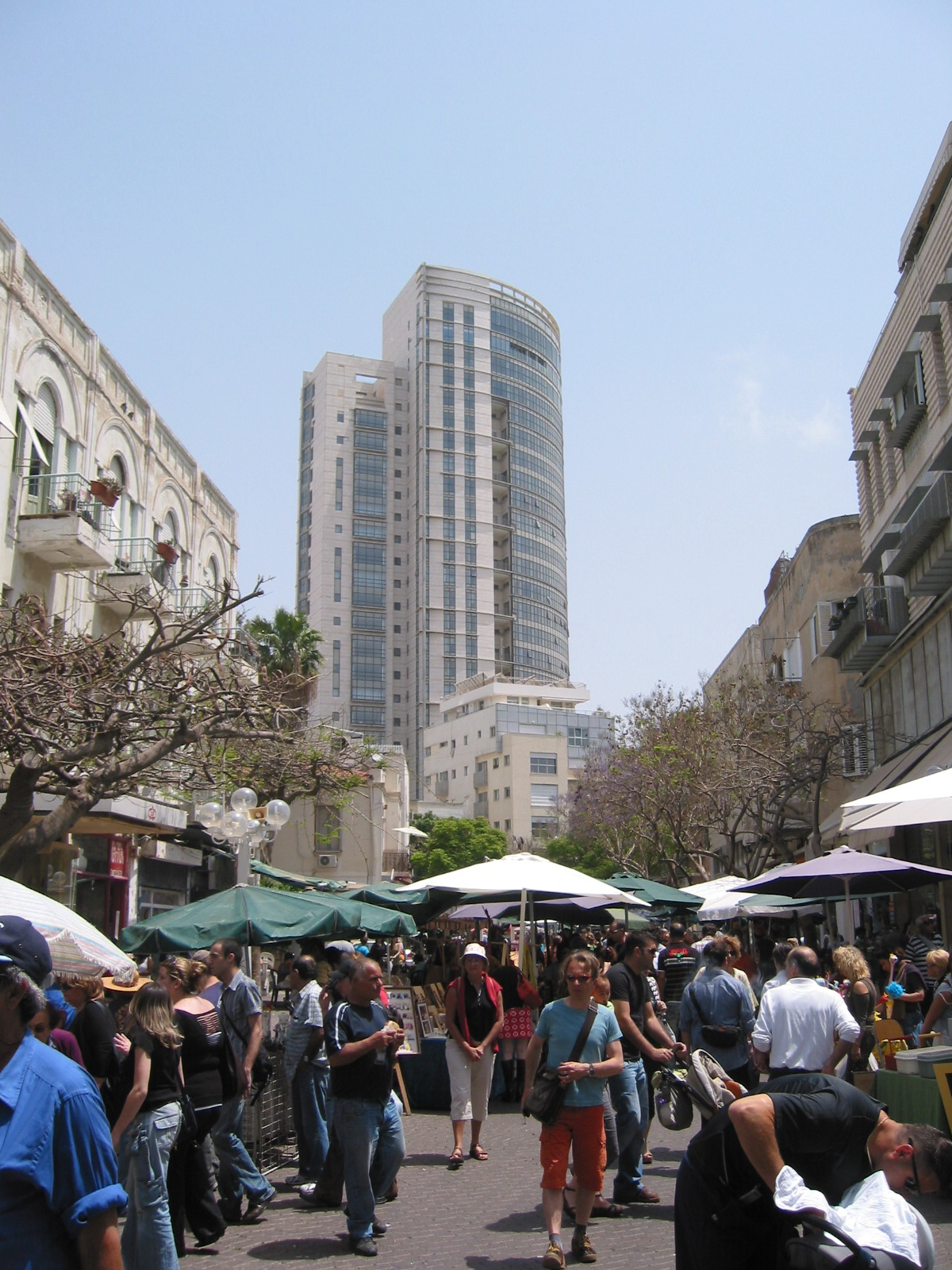
Lev HaYir Tower

Budowa luksusowego kompleksu mieszkaniowego położonego w samym centrum miasta była przez długi czas blokowana przez władze miejskie. Ostatecznie zgodę uzależniono od zachowania znanych miejsc historycznych. W rejonie budowy znajdował się wzniesiony w 1922 przez architekta Josefa Berlina neoklasycystyczny Dom Berlin Psuvsky. Budynek ten przez długie lata służył jako pierwsza szkoła architektury w Tel Awiwie. Podczas budowy kompleksu Lev HaYir Tower budynek ten zachowano i odnowiono. Obecnie jako część całego kompleksu służy jako mała biblioteka. Budowę kompleksu mieszkalnego ukończono w 2004.

## Dane techniczne
Budynek ma 26 kondygnacji i wysokość 95 metrów.
Wieżowiec wybudowano w stylu modernistycznym. Wzniesiono go z betonu. Elewacja jest wykonana w kolorach białym i jasnoszarym.
W budynku znajdują się luksusowe apartamenty mieszkalne.